# Parc national de la Baie de Botnie
Le parc national de la Baie de Botnie (finnois : Perämeren kansallispuisto, suédois : Bottenvikens nationalpark) est un parc national situé en Laponie en Finlande. 

## Description générale
Le parc, créé en 1991, couvre une superficie de 157 kilomètres carrés, dont la plupart est maritime, et seulement 2,5 kilomètres carrés d'espaces terrestres. Il est géré par la direction des forêts.
Les îles de la région ont été formées par le rebond post-glaciaire, et le paysage est toujours changeant. 
Il existe également de nombreux lieux de pêche traditionnelle.
Le parc national n'est accessible que par la mer et la visite n'est recommandée qu'aux plaisanciers expérimentés.
Il existe également une piste sous-marine conçue pour les plongeurs.

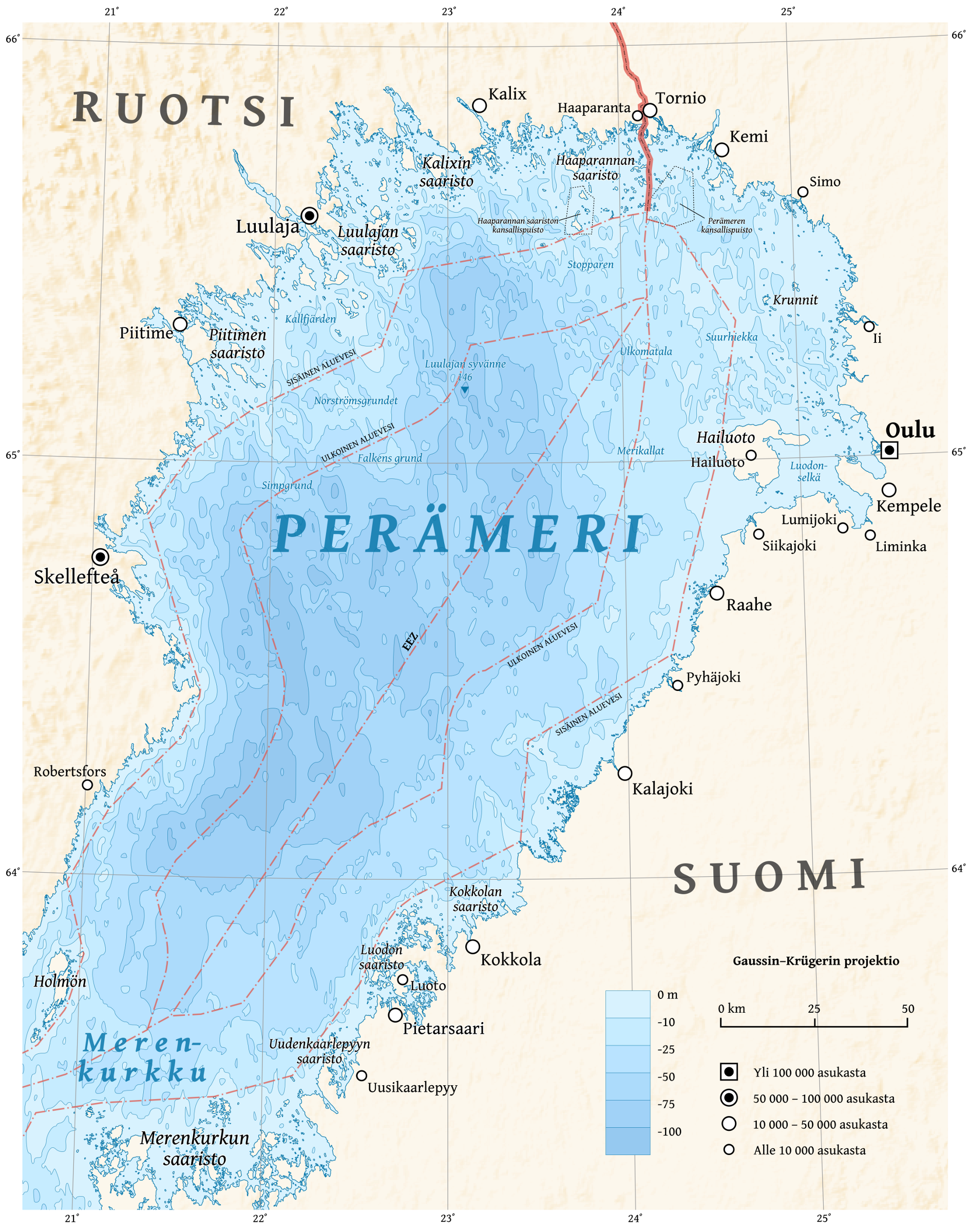
Carte du parc.
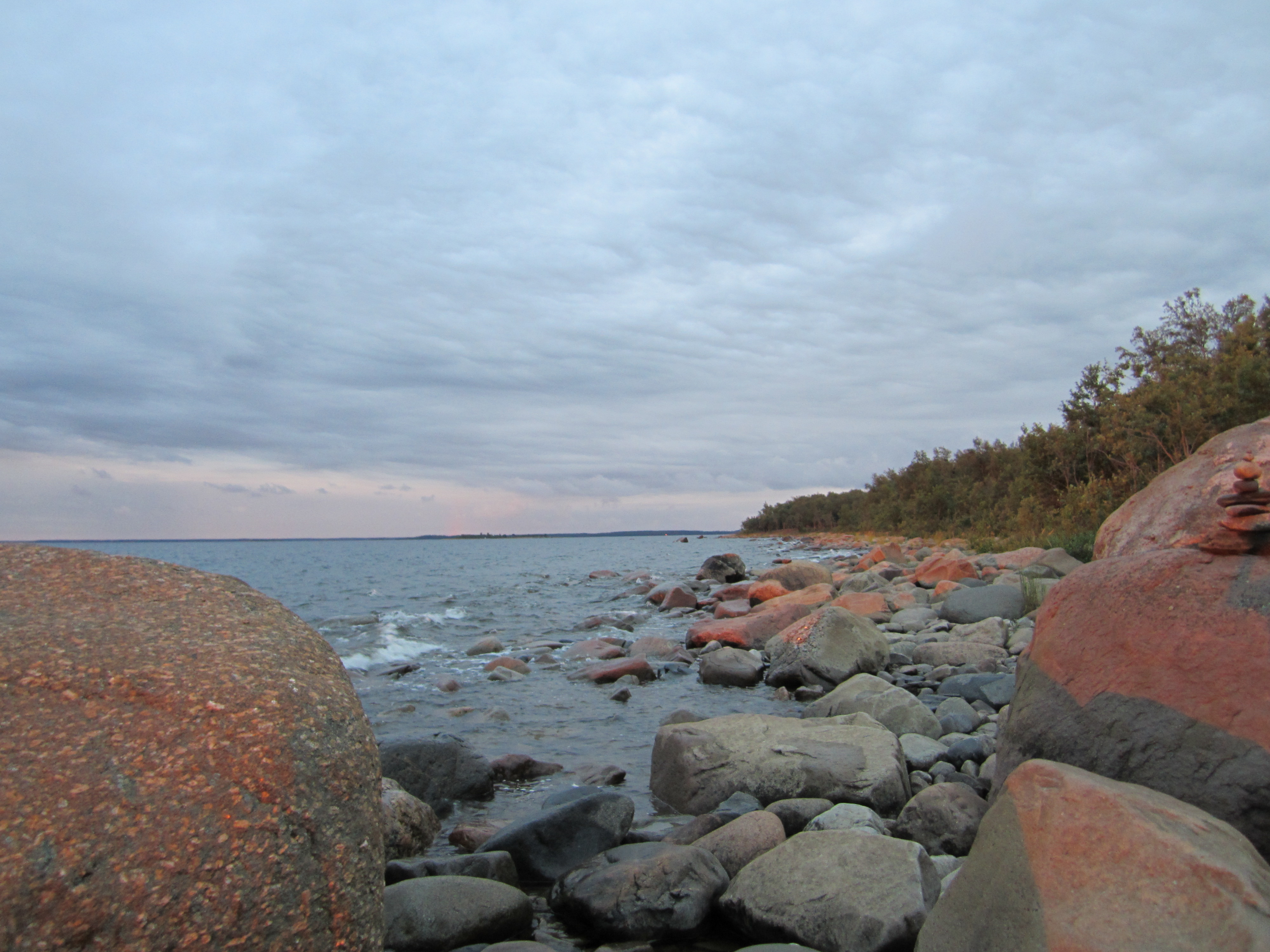
Côte rocheuse.
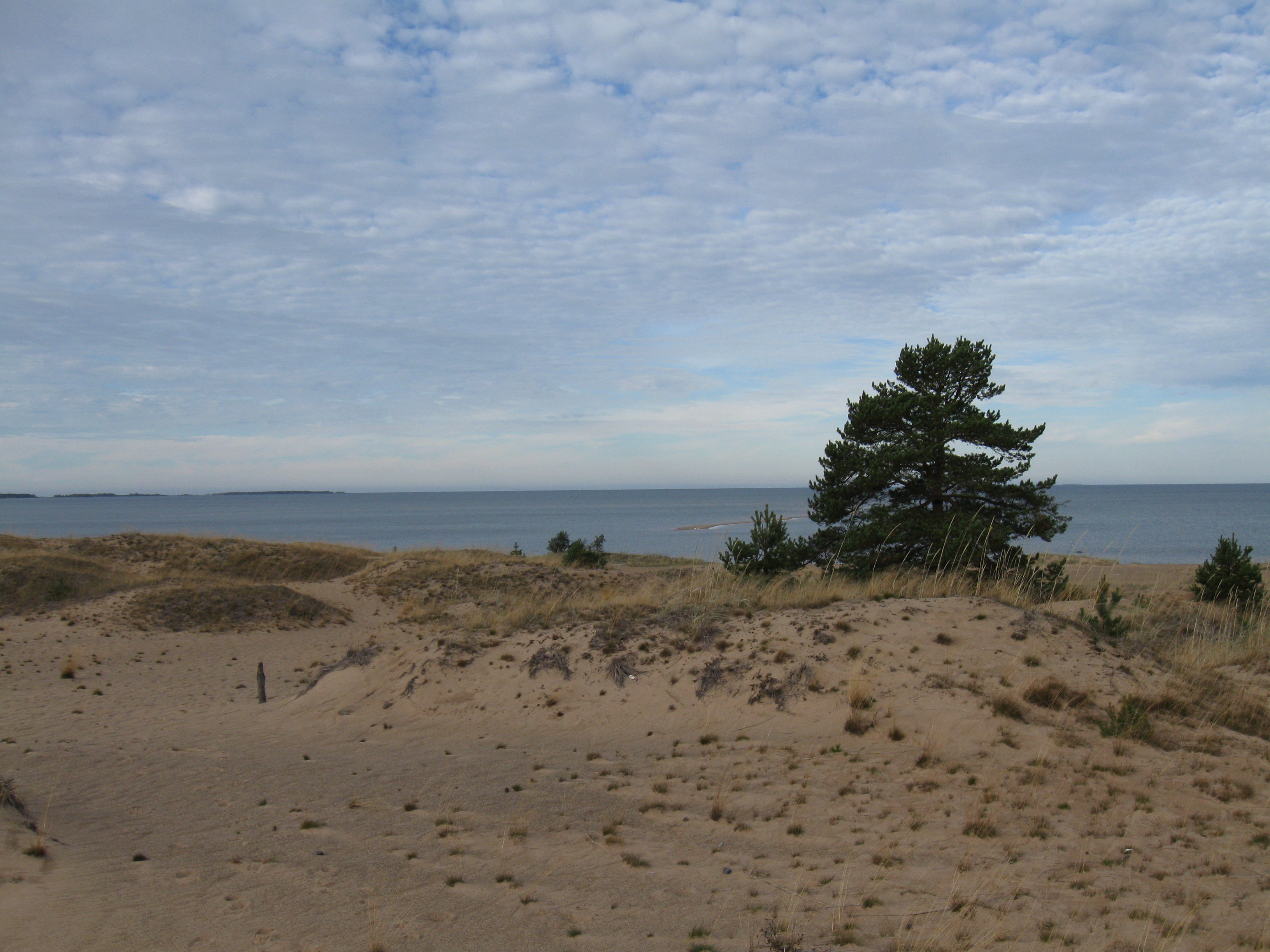
Dunes.
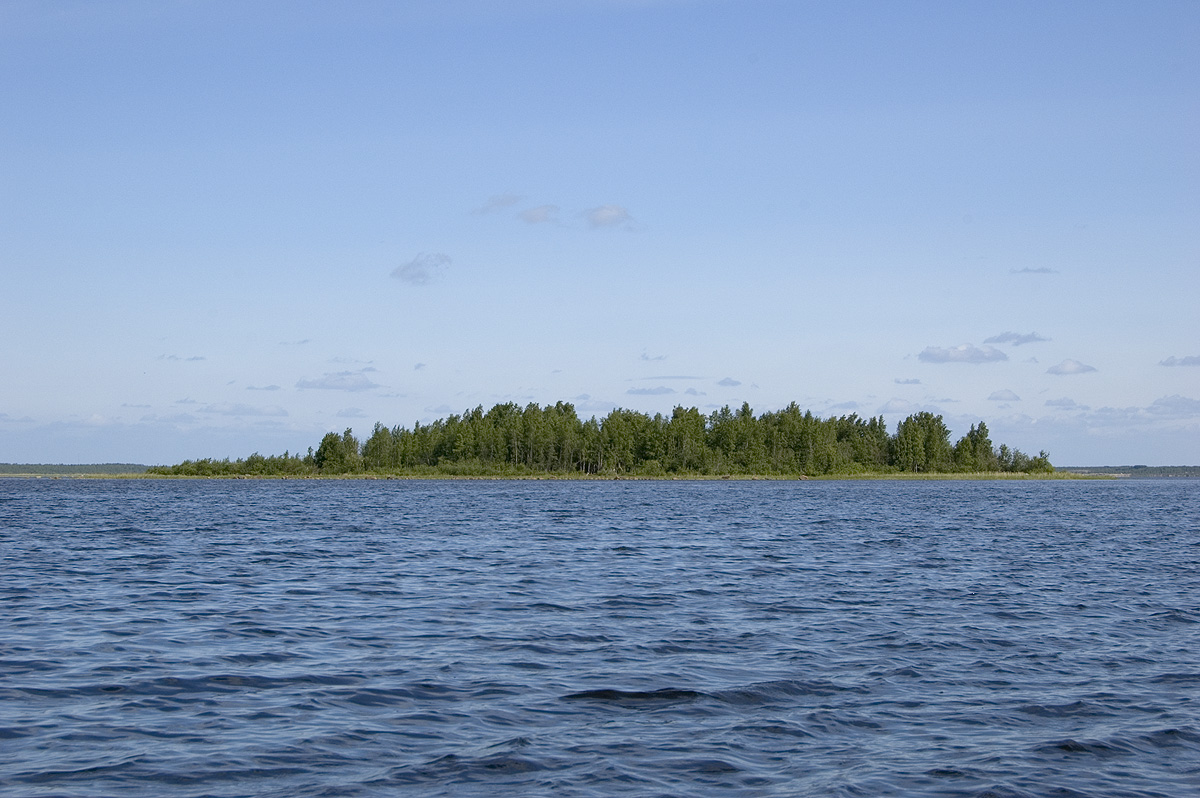
Ilôt de Kahvankari dans la baie.